# ستاره ملک‌زاده
ستاره ملک‌زاده (زادهٔ ۱۹ سپتامبر ۱۹۸۹) با نام هنری غوغا؛ خواننده رپ، ترانه‌سرا و گرافیست اهل ایران و ساکن استکهلم سوئد است.
غوغا از شعر نو فارسی به عنوان تأثیر غنایی با اشاره به برخی از شاعران نوگرای ایرانی مانند فروغ فرخزاد و فریدون مشیری استفاده می‌کند. اشعار او دربارهٔ فلسفه، سیاست و حقوق زنان است. او در سال ۲۰۱۰ در یک جشنواره موسیقی به نام صداهای تغییر اجرا کرده که توسط تئاتر ملی سوئد، Riksteatern، نمایش داده شده است. او همچنین در یک برنامه موسیقی به نام آهنگ‌ها در شبکه تلویزیونی Arte ظاهر شده است که در آن از قوانین اسلامی برای منع زنان از موسیقی انتقاد می‌کند.